# Hylli i Dritës
Hylli i Dritës („Gwiazda światła”) – miesięcznik o tematyce polityczno-kulturalnej wydawany w Szkodrze, w Albanii, pod patronatem Zakonu Franciszkanów. 

## Historia pisma
Pierwszy numer czasopisma Hylli i Dritës ukazał się 1 października 1913, z inicjatywy pisarza i duchownego katolickiego Gjergj Fishty. Wydawany przez szkoderskie wydawnictwo Nikaj miesięcznik miał skupić elitę intelektualną Szkodry i stać się forum do dyskusji nad tożsamością i kulturą Albańczyków. W czasie I wojny światowej okupacyjne władze austro-węgierskie zabroniły wydawania pisma, uznając je za wrogie wobec interesów państw centralnych.
W maju 1921 Gjergj Fishta wznowił wydawanie pisma, mając poparcie albańskich Franciszkanów, a także środowiska politycznego skupionego wokół Fana Noliego. Po upadku rządu Noliego i objęciu władzy w 1925 przez Ahmeda Zogu pismo ponownie zawieszono. W 1930 ponownie Gjergji Fishta uzyskał zgodę władz na wydawanie Hylli i Dritës. Dla pisma rozpoczął się najlepszy okres w jego historii, stało się ono forum dyskusyjnym dla środowisk intelektualnych północnej Albanii. W 1944 zostało ponownie zawieszone przez władze komunistyczne. Uznano, że pismo prezentowało poglądy klerykalne i antykomunistyczne.
Pismo przywrócił do życia w listopadzie 1993 pisarz i duchowny Zef Pllumi. W czasie wydarzeń 1997 pismo zostało zawieszone z powodów organizacyjno-finansowych i ponownie przywrócone w 2007.

## Redaktorzy naczelni pisma
- 1913–1940  Gjergj Fishta
- 1942–1944  Anton Harapi
- 1993–1997  Zef Pllumi
- od 2007    Ardian Ndreca